# Febus
Febus fue una agencia de noticias española, fundada por Nicolás María de Urgoiti en 1924 para poder abastecer de noticias a sus periódicos El Sol y La Voz, que constituían dos de los rotativos más importantes de la época. En su momento, su servicio nacional de noticias fue uno de los más importantes de España.

## Historia
La agencia se fundó en 1924 por la propietaria de los diarios El Sol y La Voz, la Papelera Española, que también estaba dirigida por Nicolás María de Urgoiti. Nació como competencia de la agencia Fabra. En esa época también se fundaron otras agencias como Iberia o la católica Spes. En su momento, el servicio nacional de noticias de Febus fue uno de los más importantes de España. Dispuso además de una amplia red de corresponsales. El periodista Eduardo Ruiz de Velasco dirigirá la agencia desde su creación hasta 1931, pasando a ocupar el puesto Fernando Sánchez Monreal, proveniente de la Agencia deportiva Noti-Sport, dirigida por él pero creada por su hermano Modesto Sánchez Monreal. Durante la Guerra civil la infraestructura de la agencia Febus se mantuvo en la zona republicana, y abasteció a los rotativos más relevantes de la prensa de la zona republicana, entre ellos: ABC (de Madrid), El Sol, La Voz, Mundo Obrero, Política, Claridad, La Vanguardia, etc.
En 1939, tras la entrada en Madrid de las tropas franquistas la agencia Febus desapareció. 
Su estructura y su personal serían aprovechados por la agencia EFE, que se formaría como una mezcla de las agencias Febus, Fabra y Faro.

## Colaboradores
La agencia Febus se dignó por tener siempre colaboradores de lujo entre ellos: Jesús y Daniel Martínez Tessier, José Robledano Piqueras, José Luis Moreno, Modesto Sánchez Monreal o Jaime Menéndez "El Chato". 